# Самарское (Харьковская область)
Самарское (укр. Самарське) — село, 
Петропольский сельский совет,
Шевченковский район,
Харьковская область.
Код КОАТУУ — 6325785807. Население по переписи 2001 года составляет 25 (11/14 м/ж) человек.

## Географическое положение
Село Самарское находится недалеко от одного их истоков реки Средняя Балаклейка.
На расстоянии в 1 км расположены сёла Огурцовка, Гроза и Александровка.

## История
- 1920 — дата основания.